# Winfried Bühler
Winfried Bühler (* 11. Juni 1929 in Münster; † 14. Februar 2010 in München) war ein deutscher klassischer Philologe.

## Leben
Winfried Bühler war der Sohn des Professors für Öffentliches Recht Ottmar Bühler und dessen Ehefrau Maria (geborenen Miehels). Er wurde 1957 in München bei Rudolf Pfeiffer mit der Dissertation Die Europa des Moschos promoviert, die 1960 in der Reihe Hermes-Einzelschriften erschien. Seine Habilitation erfolgte 1962. Nach vier Jahren als Privatdozent in München ging er 1966 als Associate Professor an die University of California at Los Angeles. Bereits 1967 kehrte er nach Deutschland zurück und nahm einen Ruf der Universität Hamburg zum ordentlichen Professor an. Zugleich wurde er Leiter der Arbeitsstelle des Thesaurus Linguae Graecae. 1989 erhielt er eine Stiftungsprofessur des Stifterverbandes für die Deutsche Wissenschaft. 1991 wurde er emeritiert. Er lebte zuletzt in München.

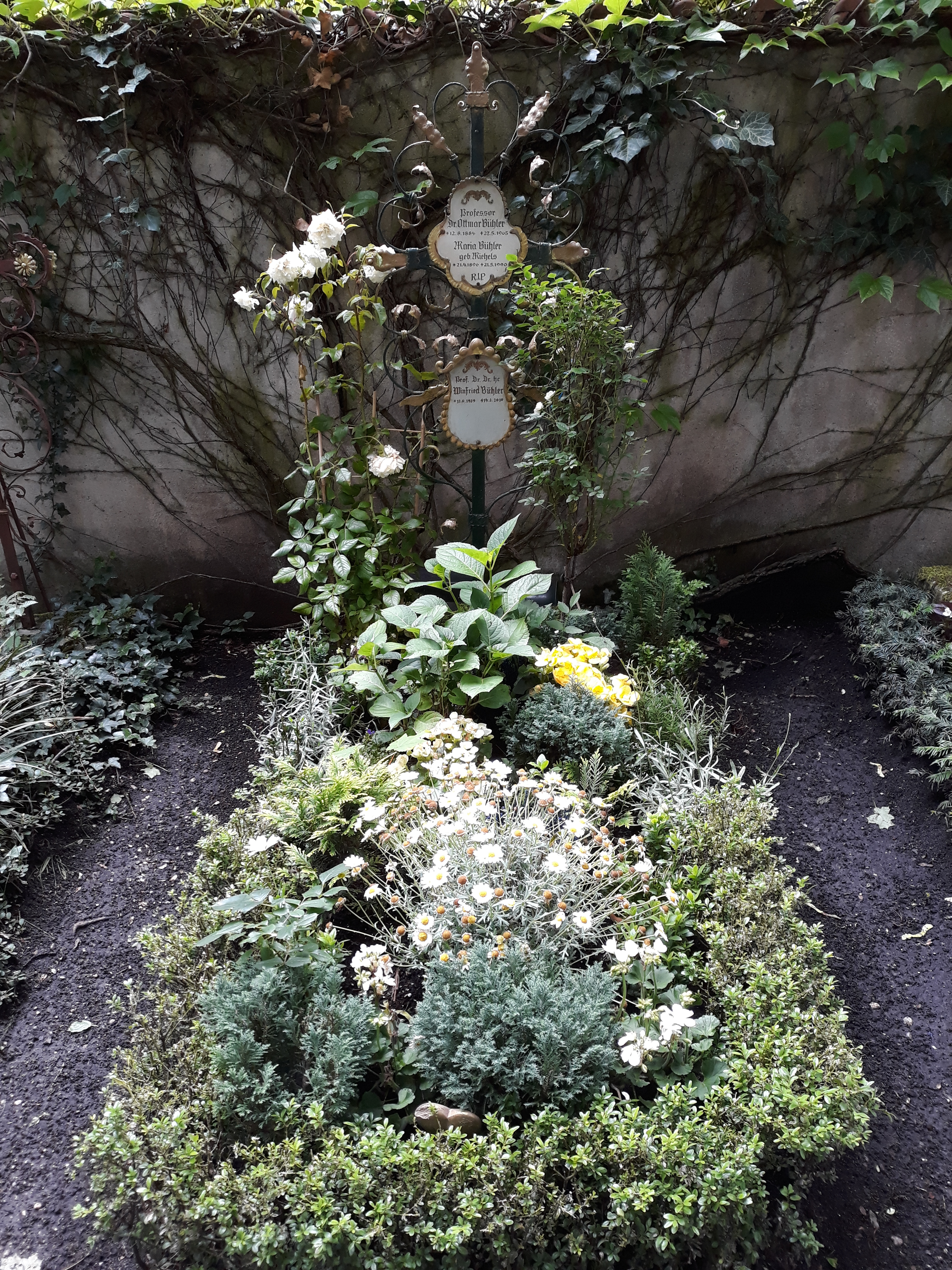
Das Grab von Winfried Bühler im Familiengrab seiner Eltern, Bogenhausener Friedhof, München.

Bühler war Mitglied der Joachim-Jungius-Gesellschaft der Wissenschaften in Hamburg (seit 1972), ordentliches Mitglied der Akademie der Wissenschaften zu Göttingen (seit 1980; vorher seit 1974 korrespondierendes Mitglied), Corresponding Fellow der British Academy (seit 1985) und korrespondierendes Mitglied der Bayerischen Akademie der Wissenschaften (seit 1988). Im Zentrum seiner Forschung standen die Griechische Mythologie und Parömiographie. Er war als führender Mitarbeiter am Lexikon des frühgriechischen Epos bekannt und gab seit 1982 eine kritische Edition der Sprüche des Zenobios von Athos heraus, von der drei Bände erschienen sind (Zenobii Athoi proverbia, Göttingen: Vandenhoeck & Ruprecht).

## Schriften (Auswahl)
- Die Europa des Moschos. Text, Übersetzung und Kommentar. Wiesbaden 1960 (Hermes. Einzelschriften 13)
- Beiträge zur Erklärung der Schrift vom Erhabenen. Göttingen 1964
- Europa. Ein Überblick über die Zeugnisse des Mythos in der antiken Literatur und Kunst. München 1968
- Zur L-Überlieferung der Athosklasse der griechischen Parömiographen. Göttingen 1979, ISBN 978-3-525-85116-6
- Zenobii Athoi Proverbia vulgari ceteraque memoria aucta. 3 Bände (mehr nicht erschienen), Göttingen 1982–1999
  - Band 1 (1987): Prolegomena complexum, in quibus codices describuntur, ISBN 978-3-525-25746-3
  - Band 4 (1982): Libri secundi proverbia 1–40, ISBN 978-3-525-25742-5
  - Band 5 (1999): Libri secundi proverbia 41–108, ISBN 978-3-525-25749-4
- Zur handschriftlichen Überlieferung der Sprüche der sieben Weisen. Göttingen 1989